# Подставленный (фильм, 1947)
«Подставленный» (англ. Framed) — фильм нуар режиссёра Ричарда Уоллеса, вышедший на экраны в 1947 году.
Фильм поставлен по неопубликованной истории известного драматурга Джона Патрика и рассказывает о безработном горном инженере (Гленн Форд), которого загадочная роковая красавица (Дженис Картер) пытается превратить сначала в козла отпущения её коварного плана, а затем — в соучастника убийства и ограбления своего богатого любовника.
Рассказанная в фильме история по сюжету и персонажам во многом пересекается с некоторыми классическими фильмами нуар, поставленными по романам американского писателя Джеймса М. Кейна, такими как «Двойная страховка» (1944) и «Почтальон всегда звонит дважды» (1946).

## Сюжет
Тяжёлый грузовик несётся по горной дороге, водитель Майк Ламберт (Гленн Форд) пытается его остановить, но тормоза испорчены. Грузовик на полой скорости влетает в небольшой городок, врезается в припаркованный грузовичок и останавливается. Наблюдавший эту сцену менеджер транспортной компании говорит, что не будет оплачивать ущерб водителю грузовичка Джеффу Каннингему (Эдгар Бьюкенен), так как его автомобиль был неправильно припаркован и, кроме того, он выезжал с нарушением правил. Когда Майк требует оплатить Джеффу ущерб, менеджер спрашивает, кто он такой и почему управляет одним из грузовиков его компании. Майк говорит, что его взяли на работу в срочном порядке, даже не предупредив, что у грузовика проблемы с тормозами. Майк отбирает у менеджера заработанные им за рейс 15 долларов и отдаёт их Джеффу.
Затем, забрав у Джеффа одну бумажку, Майк направляется в местный бар «Ла Палома», где с ним заводит разговор привлекательная блондинка Пола Крейг (Дженис Картер), работающая в баре официанткой. Вскоре в баре появляется менеджер транспортной компании в сопровождении двух копов, которые проверяют документы Майка, выясняя, что срок действия его водительских прав истёк 3 месяца назад. Объясняя цель своего приезда в городок, Майк говорит, он дипломированный горный инженер и приехал в поисках работы. Копы уводят его к судье для дальнейших разбирательств.
Обвинив Майка в нарушении правил дорожного движения и в езде без прав, судья приговаривает его к уплате штрафа в 50 долларов или к десяти дням тюремного заключения. Попытки Майка оправдаться тем, что грузовик был не исправен, опровергаются менеджером компании, утверждающим, что с момента, когда Майк принял грузовик, вся ответственность за эксплуатацию машины лежала на нём. В итоге судья оставляет приговор в силе, и поскольку у Майкла нет искомой суммы для оплаты штрафа, его собираются сопроводить в тюрьму. Однако в этот момент появившаяся в зале суда Пола платит за него штраф.
Судья освобождает удивлённого Майкла, который направляется в бар «Ла Палома», где проводит остаток дня за бутылкой виски, подавленный тем, что его «выкупила женщина». В конце рабочего дня Пола заявляет владельцу бара, что увольняется. Она забирает заснувшего пьяного Майка и приводит его в местную гостиницу, где снимает для него номер. Он падает на кровать и тут же засыпает, тогда Пола достаёт из кармана его пиджака документы и внимательно их изучает. Увидев, что в бумажнике нет денег, Пола вкладывает туда одну купюру.
Вернувшись домой, Пола переодевается в шикарный вечерний наряд и снова уходит в город. На перекрёстке её поджидает дорогой автомобиль, за рулём которого сидит элегантно одетый мужчина Стивен Прайс (Барри Салливан). Пола сообщает ему, что нашла человека его же роста и так же сложенного, хотя он и не похож на него лицом. Стивен говорит, что в их случае это не имеет значения. Они приезжают в роскошный загородный дом в горах.
Устроившись у камина, Стивен выражает сожаление, что Пола была вынуждена работать в этом ужасном баре. Однако Пола отвечает, что в течение пяти недель она проработала официанткой с тем, чтобы найти в баре подходящего человека. Иногда она уже думала, что все её усилия не стоят четверти миллиона долларов. Но теперь, когда они готовы к осуществлению своего плана, с прошлым будет покончено. Пола подтверждает Стиву, что у Майка нет в этом городе ни родственников, ни знакомых, и вряд ли в ближайшие дни он сможет с кем-либо сблизиться. После объятий и романтических воспоминаний об их первой встрече два года назад, Стив даёт Поле на подпись заявление об открытии банковской ячейки на её имя. На вопрос Полы относительно ключа от ячейки Стив отвечает, что пока оставит его себе. В случае, если что-то пойдёт не так, с помощью ключа он сможет быстро вернуть деньги на место. Свой план они хотят провернуть как можно скорее. Затем Стив привозит Полу обратно в город и высаживает около её дома.
Стив приходит домой, где его встречает жена, выражающая недовольство его поздним возвращением. Она полагает, что после девяти лет брака в их отношениях возникли серьёзные проблемы. Однако Стив не видит проблем, утверждая, что она сделала из него то, о чём мечтала — респектабельного вице-президента уважаемого банка, и потому ей не о чём сожалеть. Она даёт ему пощёчину, говоря, это то, за что она заплатила, и уходит.
Утром Майк просыпается в гостиничном номере, не в состоянии понять, как он там оказался, затем обнаруживает купюру в своём бумажнике. Майк выясняет у гостиничного клерка, что его привела дама, которая уже заплатила за его номер, и кроме того, оставила ему записку с номером телефона. Майкл выбрасывает записку и направляется в лабораторию по экспертизе горных пород, где пытается устроиться на работу. Сотрудник лаборатории говорит, что у него нет мест, но рекомендует обратиться к одному человеку, который вчера сдал на экспертизу образец породы, который, как оказалось, очень богат серебром. Этим человеком оказывается появившийся вскоре Джефф, который, прочитав экспертное заключение, решает через две недели открыть шахту. Увидев Майка и узнав, что он дипломированный горный инженер, Джефф предлагает ему работу на открывающейся шахте на очень приличных условиях.
Так и не дождавшаяся от него звонка, Пола сама приходит к Майку в номер. Он разговаривает с ней настороженно и заявляет, что ничего не помнит про вчерашний день. Пола помогает зашить ему рубашку и явно провоцирует, говоря, что он её боится. Не выдержав, Майкл обнимает и целует её. Затем он рассказывает её, что приехал в городок за работой. Теперь он получил её и днём уезжает на шахту, которая расположена в 15 милях от городка и принадлежит Джеффу. Майк говорит, что собирается уехать сегодня же в два часа дня, если не будет задержки, связанной с получением Джеффом банковского кредита на переоборудование шахты. Пожелав ему успеха, Пола уходит, а спустившись в холл, срочно звонит кому-то по телефону.
В банке Стив рассматривает заявку на кредит от Джеффа в размере 30 тысяч долларов, и склоняется к тому, чтобы её удовлетворить. В этот момент его секретарша мисс Вудворт сообщает Стиву, что ему звонит некая Хелен Бейли, и просит соединить её по срочному делу. Выясняется, что этим именем пользуется Пола, которая сообщает Стиву, что Майк получил работу у Джеффа, и сегодня уезжает, так что весь их план может сорваться. После завершения телефонного разговора Стив резко меняет условия кредита, предлагая только 5 тысяч долларов и на очень короткий срок. Это не устраивает Джеффа, и разочарованный, он уходит. Секретарша слышит, как Джефф говорит Стиву, что тот ещё пожалеет. Джефф приходит к собравшемуся в дорогу Майку, сообщая, что вынужден будет искать кредит в другом месте, однако это может занять 2-3 дней.
Зайдя в бар «Ла Палома», Майк узнаёт, что Пола вчера уволилась. Приехав к ней домой, Майк сообщает, что кредит сорвался, и он никуда не уехал. Он говорит, что рад её видеть, и называет странной девушкой, которая богато одевается, пользуется дорогими духами и живёт в отличной квартире, но при этом работала в дешёвом кафе. Майк говорит, что если у него с работой всё сорвётся, он вынужден будет уехать, однако очень хотел бы остаться.
После ухода Майка Пола отправляется к горному дому. Поджидающий её там Стив сообщает, что послезавтра в банке начнётся проверка, которая займёт около двух недель, и он хочет закончить дело до этого. На вопрос Полы Стив сообщает, что уже положил в её банковскую ячейку 250 тысяч долларов, которые выкрал у жены. Он говорит, что «деньги будут искать по всей стране, а они будут лежать под самым их носом, в моём банке, на твоё имя». Открыв дверь своей машины, Стив показывает Поле, что на заднем сиденье он спрятал разводной ключ. Пола просит Стива при встрече сказать Майку, что это его дом, так как Майк по-прежнему думает, что она официантка.
Затем Стив сажает Полу в свою машину и отвозит до места до опасного поворота на дороге, там она останавливается и говорит, что в этом месте всё должно произойти. Чтобы Майка не опознали, Стив предлагает поджечь салон машины, и обещает Поле, что не оставит никаких улик, позволяющих идентифицировать Майка, после чего «Ламберт станет Прайсом». Дело они планируют на завтрашний вечер. Затем на своей машине Стив отвозит Полу до её дома. Она не замечает, что в тени около дома её ожидает Майк.
В порыве ревности по поводу того, что увидел Полу с другим мужчиной, Майк направляется в бар «Ла Палома», где закладывает свои часы за 10 долларов и идёт играть в расположенное там же нелегальное казино. В игре в кости ему чрезвычайно везёт. Ставя несколько раз подряд все имеющиеся у него деньги, Майк за несколько минут выигрывает приличную сумму. Затем он приходит к Поле, которая пытается обнять его, однако Майк холодно отвечает, что пришёл вернуть ей долг. Бросив деньги, Майк хочет уйти, но Пола не пускает его. Она объясняет, что встречалась с вице-президентом банка Прайсом ради Майка, так как хочет, чтобы он получил работу на шахте и остался в городе. Она уверяет, что завтра Прайс пересмотрит своё решение о кредите Джеффу.
В своём офисе Стив просит секретаршу отменить все встречи и говорит, что уезжает осмотреть собственность Джеффа, чтобы принять решение о выделении ему кредита. По дороге Стив забирает Майка и Полу, и везёт их на осмотр шахты Джеффа. Он объясняет, что Майк ему нужен как профессионал для оценки состояния шахты. Когда, осмотрев шахту, они возвращаются в город, Стив говорит, что готов пересмотреть своё решение по кредиту. Он предлагает заехать в его горный дом, чтобы отметить это событие. Майк торопится в город, однако Пола и Стив уговаривают его выпить по рюмке, а затем поужинать. Когда Майк заходит в ванную комнату, чтобы вымыть руки, он видит висящий там халат с вышитым на нём именем Полы. Поняв, что Пола здесь не случайный гость, Майк спускается в гостиную и с горя выпивает подряд несколько рюмок. Стив тем временем идёт в ванную и тоже обращает внимание на халат Полы. По изменившемуся настроению Майка становится ясно, что он ревнует Полу к Стиву. В течение трёх часов они дают Майку напиться до такого состояния, что Стив вынужден нести его до машины на себе. По дороге домой в условленном месте Стив останавливает машину. Пола берёт разводной ключ и после некоторой паузы бьёт по голове не Майка, а Стива, разбивая ему голову. Она вытаскивает ничего не соображающего Майка из машины, забирает у Стива ключ от банковской ячейки, а затем сталкивает машину со Стивом с обрыва.
Утром Майк просыпается в городском доме Полы, которой нет дома. В городе она покупает газету, в которой на первой странице сообщается, что Стивен Прайс погиб в результате несчастного случая. Пола приходит к банку, чтобы забрать деньги из ячейки, однако вывеска на банке информирует, что он закрыт на весь день в связи с гибелью вице-президента Прайса.
Пола вынуждена вернуться домой, где Майка говорит ей, что ничего не помнит о вчерашнем вечере, кроме её халата. Пола говорит, что у неё раньше действительно был роман с Прайсом, но это всё было до того, как она встретила его. Майк ей не верит и хочет уйти, тогда Пола показывает ему свежую газету. Затем она говорит Майку, что это он убил Стива. По словам Полы, вчера Майк обвинил Стива в том, что он пристаёт к ней, на что Стив сказал, что откажет в кредите. Тогда Майк ударил его, и Стив упал около камина, ударившись головой. Майк хочет немедленно сообщить об этом в полицию, однако Пола отговаривает его, утверждая, что если вся эта история вскроется, его наверняка осудят и повесят. И её тоже могут повесить за соучастие и за сокрытие убийства. Пола предлагает ему пойти собрать свои вещи и завтра вместе бежать из города. Майк уходит со словами: «Я вернулся туда, с чего начинал. В никуда».
На следующее утро газеты выходят с заголовками: «Автоавария оказалась убийством». Зайдя в бар, Майкл слышит, как посетители читают о том, что убийство было совершено ударом сзади по голове тяжёлым предметом, который привёл к кровоизлиянию в мозг. В газете также написано, что убийца задержан, и опубликована фотография Джеффа. Майк немедленно приезжает в тюрьму для встречи с Джеффом. Майк говорит, что уверен в невиновности Джеффа, однако у того нет алиби, и кроме того, есть свидетели, слышавшие, как он угрожал Стиву. Майк начинает что-то подозревать, и решает разобраться в этом деле. По его просьбе Джефф рассказывает, что во время переговоров по кредиту Стив сначала со всем соглашался, но после звонка по телефону неожиданно резко изменил своё мнение и предложил совершенно нереальные условия. Он также говорит, что не угрожал Стиву, а просто возмутился и ушёл. Кроме того, Джефф не понимает, каким образом его рабочая одежда с шахты могла оказаться в машине Стива, так как он с ним больше не встречался и никуда с ним не ездил. Майк говорит Джеффу, что это он был последним, кто общался со Стивом, когда они вместе ездили на шахту, после чего Стив решил выдать кредит. Потом, когда Стив опять передумал, Майк, возможно, и убил Стива. Но он в этом не уверен, так как сильно перепил в тот вечер, и ничего не помнит. В ходе разговора с Джеффом Майку приходит мысль, что неожиданный отказ Джеффу в кредите мог быть связан с телефонным звонком, и решает выяснить, кто мог звонить Стиву.
В банке Майк узнаёт фамилию секретарши Стива, после чего обходит по справочнику дома всех жителей городка с фамилией Вудсворт. Наконец, он находит искомый дом, однако муж мисс Вудсворт не желает его впускать. Представившись газетным репортёром, Майк всё-таки добивается беседы с секретаршей. Она подтверждает, что слышала, как Джефф оскорблял Стива, затем после настойчивых просьб Майка вспоминает, что во время их разговора она соединяла Стива с женщиной по имени Хелен Бейли, которая, по словам секретарши, созванивалась со Стивом по 3-4 раза в неделю. Тем временем муж мисс Вудсворт, звонит в газету, выясняя, что Майк там не работает. Он вызывает полицию, а сам пытается задержать Майка. Майк бьёт его по лицу и в последний момент скрывается от подъехавшей полиции.
Утром Пола у себя дома уже собрала вещи и собирается уезжать. Приходит Майк с чемоданом, рассказывает, что встречался с Джеффом, который оказался в тяжелом положении. Она говорит, что его выпустят, ведь он не виновен, говоря, что они ничем не могут ему помочь. Майк отвечает, что ради спасения невиновного человека можно пойти и во всём сознаться. Затем Майк спрашивает Полу о женщине по имени Хелен Бейли, что вызывает у Полы заметный испуг. Однако, взяв себя в руки, она отвечает, что никогда не слышала такого имени. Затем разливая в чашки кофе, Пола незаметно подмешивает Майку яд. Однако, поняв, со слов Майка, что он знает о Хелен Бейли только из газет, Пола не даёт ему выпить кофе и как бы случайно роняет чашку. Оставлив его дома, Пола отправляется в банк, якобы чтобы снять деньги для поездки. После её ухода Майк куда-то звонит.
В банке Пола открывает оформленную на неё ячейку и извлекает контейнер. Когда она начинает перекладывать деньги из контейнера в сумочку, открывается дверь и появляется Майк со словами: «Ты хотела заставить меня поверить, что это я его убил». Пола оправдывается, что обманула его якобы ради того, чтобы он остался с ней. Затем она говорит, что должна была сделать выбор, кого убить: Стива или него, и она выбрала его. Пола уговаривает его забрать деньги и уехать туда, где они смогут начать новую богатую жизнь. А для Джеффа она обещает нанять лучшего адвоката. Собрав все деньги в сумочку, Пола собирается уйти, прощаясь с Майком, но он молчит. На выходе из банка её ожидают детективы и полиция. Пола возвращается к Майку, обнимает и просит спасти, но он остаётся холоден. Она понимает, что это он сообщил о ней в полицию. Полу уводят и сажают в полицейскую машину. Банковский охранник говорит Майку, что ему причитается награда, на что Майк отвечает: «Оставь её себе».

## В ролях
- Гленн Форд — Майк Ламберт
- Дженис Картер — Пола Крейг
- Барри Салливан — Стив Прайс
- Эдгар Бьюкенен — Джефф Каннингем
- Джим Бэннон — Джек Вудворт
- Стэнли Эндрюс — детектив (в титрах не указан)

## Создатели фильма и исполнители главных ролей
Режиссёр Ричард Уоллес в 1930-40-е годы сделал себе имя, прежде всего, постановкой комедий и мелодрам. К числу его наиболее популярных фильмов относятся также фильм нуар «Падший воробей» (1943), военная драма «Бомбардир» (1943), приключенческий фильм «Синдбад-мореход» (1947) и драма «Магнат» (1947).
Джон Патрик, автор истории, положенной в основу сценария, написал девять пьес, которые шли на Бродвее, а также литературную основу и сценарии для нескольких фильмов, среди них фильм нуар «Странная любовь Марты Айверс» (1946, номинация на Оскар за лучшую оригинальную историю), военная драма «Горячее сердце» (1949) и психологическая драма «И подбежали они» (1958).
«Чтобы наполнить историю киноплотью, был приглашён другой писатель, Бен Мэддоу, который впоследствии был номинирован на Оскар за сценарий фильма нуар „Асфальтовые джунгли“ (1950)». Впоследствии «Мэддоу оказался замешанным в расследовании Комиссии по расследованию антиамериканской деятельности, в результате чего вынужден был использовать имя своего друга Филиппа Йордана в качестве прикрытия при написании сценариев фильмов „Обнажённые джунгли“ (1954) и „Джонни Гитара“ (1954)».
Смит считает, что Гленн Форд был «одним из нескольких актёров, на которых наклеили нелестный ярлык „Спенсера Трейси для бедных“», отметив его «характерную расслабленность, безжизненность… и бесстрастность, которая принесла ему славу» в 1940-е годы. Форд сыграл главные роли во многих значимых фильмах нуар, среди них «Гильда» (1946) и «Афера на Тринидаде» (1952), оба — в паре с Ритой Хейворт, а также в двух фильмах нуар Фритца Ланга — «Сильная жара» (1953) и «Человеческое желание» (1954). Кроме того, он известен по ролям в драме «Школьные джунгли» (1955), вестерне «В 3:10 на Юму» (1957) и триллере «Эксперимент ужаса» (1962). Смит добавляет, что одной из важнейших ролей Форда стала «вторая мужская роль (в паре с Марлоном Брандо) в фильме студии MGM по завоевавшей Пулитцеровскую премию бродвейской пьесе Джона Патрика „Чайная церемония“ (1956). По иронии судьбы, неопубликованный рассказ именно Джона Патрика дал ход фильму „Подставленный“».
Дженис Картер исполнила заметные роли в фильмах нуар «Знак свистуна» (1944), «Сила свистуна» (1945), «Ночной редактор» (1946) и «Я люблю трудности» (1948), военном триллере «Горящий полёт» (1951) и вестерне «Санта Фе» (1951). Смит отмечает, что «Картер получила роль роковой женщины в этом фильме благодаря удачной игре в „Ночном редакторе“, где она продемонстрировала сексуальное возбуждение в сцене жестокого нападения».

## Оценка фильма критикой

### Общая оценка фильма
После выхода фильма на экраны фильм получил умеренно положительные отзывы критики, выделившей интригу и темп повествования, а также игру исполнителей главных ролей. Как написал Ричард Харланд Смит, «критики разделились во мнениях в момент выхода фильма в апреле 1947 года, но даже недовольные фильмом в основном были согласны с тем, что на Форда стоило посмотреть».
В 1947 году газета «Нью-Йорк таймс» написала, что «сценарист Мэддоу и режиссёр Уоллес объединёнными силами создали компактную и трогательную историю в быстром темпе». Рецензент газеты считает, что «это не самый лучший и не самый утончённый фильм в своём роде, но этой непритязательной работе удаётся быть реалистичной и захватывающей, несмотря на набор грязных обстоятельств и персонажей». Журнал «Variety» также считает, что «что в сценарии нет особой изысканности, но в картине достаточно возбуждающего интерес мастерства».
В последующие годы критики характеризовали фильм, в основном, положительно. Так, Марк Деминг назвал картину «превосходным низкобюджетным фильмом нуар», а Ханс Дж. Волленстейн написал, что фильм «предстаёт как увлекательный пример лучших образцов фильма нуар 1940-х годов: он рассказан экономичными средствами, атмосферически снят, и сыгран более чем компетентно». По мнению кинокритика Дениса Шварца, «Ричард Уоллес ставит фильм нуар, который скорее является психологическим исследованием, чем детективной головоломкой». Он характеризует картину как «увлекательный фильм категории В, который умело ухватил момент, где честный, но отчаянный человек начинает действовать после того, как понимает, что попался в ловушку коварной женщины». Шварц обращает внимание на «дешёвое производство и слабенькую историю», однако, по его словам, «хорошая игра преодолевает» эти недостатки.

### Сравнение с некоторыми другими фильмами нуар
Многие критики обратили внимание на определённое сходство картины с некоторыми классическими фильмами нуар, в частности, поставленными по романам Джеймса М. Кейна. В частности, «Нью-Йорк таймс» замечает, что «невозможно избежать сравнения этой картины с двумя более заметными её предшественниками» — «Двойная страховка» (1944) и «Почтальон всегда звонит дважды» (1946). Во всех этих фильмах «основные персонажи — это бесстыдная блондинка и вежливый беспечный джентльмен».
По словам Смита, критики указывали на то, что фильм «многим обязан прежним нуарам — от „Гильды“ (1946) до „Двойной страховки“ (1944). Один шутник даже предложил создателям фильма выписать Джеймсу М. Кейну чек на получение роялти». Смит полагает, что «фильм был попыткой студии „Коламбия“ повторить свой успех с фильмом нуар „Гильда“, в котором спокойный и уравновешенный Форд играл в паре с Ритой Хейворт». По его мнению, «Коламбиа», вероятно, «хотела, чтобы та же молния ударила ещё раз (в одной из реклам кинозрителей убеждали, что это „тот самый Форд, который укротил Гильду“), однако любовный треугольник Форда, Картер и Барри Салливана не обладал тем же потенциалом психо-сексуального магнетизма».

### Оценка актёрской игры
Критики достаточно высоко оценили актёрскую игру Гленна Форда и Дженис Картер. После выхода картины «Variety» написал, что «Имя Гленна Форда возглавляет список актёров… Форд хорош в роли молодого человека, который должен стать жертвой убийства, а Дженис Картер (в роли роковой женщины) отлична». «Нью-Йорк таймс» дополняет: «Форд надлежащим образом исполняет роль печального козла отпущения, а Картер создаёт крепкий и яркий образ». Джин Фридман написал в «Голливуд репортер», что «Форд отличен в богартовской роли, добавляя к ней налёт мальчишества, чем заметно поднимает свою работу над обычным уровнем». Кинокритик из Film Daily посчитал, что Форд «…точно подобран на роль. Он именно таков, каким его хотят видеть зрители», также отметив, что и Дженис Картер «держится перед камерой очень легко».
Волленстейн считает, что «Картер является открытием этого фильма, и очень жаль, что „Коламбиа пикчерс“ использовала её преимущественно для декоративных целей, как своего рода Риту Хейворт второго эшелона». Со своей стороны, Шварц пишет: «Играя очень сексуальную и смертельно опасную личность, Дженис Крейг держится очень хорошо в паре с Гленном Фордом, создающим образ очень серьёзного хорошего парня, которому никак не повезёт. Даже когда он, кажется, находит ту, которую мог бы полюбить, она оказывается ядом, готовым отравить его с помощью кофе».